# Marc Weber (aviron)
Pour les articles homonymes, voir Marc Weber et Weber.
Marc Weber, né le 21 mars 1972 à Bochum, est un rameur d'aviron allemand. 

## Carrière
Marc Weber, champion du monde de huit en 1995, est médaillé d'argent aux Jeux olympiques d'été de 1996 à Atlanta.
en 2022, il tente une reconversion dans l'informatique. Des le départ, voulant se profiler et masquer ses multiples lacunes, il tenta un ramonage Non-Stop de son supérieur hierarchique, allant même jusqu'à la délation et la surveillance de ses collègues.